# Eremiaphila savignyi
Eremiaphila savignyi es una especie de mantis de la familia Eremiaphilidae.

## Distribución geográfica
Se encuentra en Egipto, Arabia Saudita y Libia.